# Хрящ-молочник чорний
Хрящ-молочник чорний (Lactarius lignyotus) — умовно-їстівний вид базидіомікотових грибів родини сироїжкові (Russulaceae). Інші назва — хрящ-молочник деревний.

## Поширення
Вид поширений у Європі та Північній Америці. Росте у гірських хвойних лісах. В Україні відомий лише у Карпатах, виявлений у Львівській та Закарпатській областях.

## Екологія
Росте з середини липня до кінця вересня в хвойних і змішаних лісах, утворюючи мікоризу з ялиною, рідше — з сосною. Зустрічається нечасто, великих скупчень не утворює.

## Охорона
Хрящ-молочник чорний занесений до Червоної книги України зі статусом «Рідкісний». Охороняється у Карпатському біосферному заповіднику (гора Піп Іван Мармароський, долина річки Білий Потік, масив Свидовець).